# Противотанкова мина
Противотанковите мини са вид мини, предназначени за унищожаване и повреждане на машини, като танкове и други бронирани бойни машини.
Противотанковите мини са важно средство за противотанкова отбрана и обикновено имат много по-голям взривен заряд от противопехотните мини, както и взривател, който може да се задейства само от тежка техника. Макар подобни устройства да са използвани и по-рано срещу влакове, противотанковите мини навлизат в широка употреба успоредно с танковете по време на Първата световна война.
Задейства се чрез механичен натиск  от минимум 250кг.(не е опасна за пехотата). Разполага се шахматно с елемент на неизвлекаемост 3 от 10.
Поврежда  ходовата част на бойно-транспортните средства, като ги лишава от възможност за придвижване.
Обезврежда се ръчно, или с минен трал 8 монтиран на танк Т-55.